# Башаєв Тамерлан Таусович
Тамерлан Таусович Башаєв (рос. Тамерлан Таусович Башаев, нар. 22 квітня 1996) — російський дзюдоїст, бронзовий призер Олімпійських ігор 2020 року.

## Виступи на Олімпіадах
| Олімпіада  | Дисципліна   | Місце |
| ---------- | ------------ | ----- |
| Токіо 2020 | понад 100 кг | 3     |